# Erik Abrahamson
Erik Abrahamson, född 4 augusti 1913 på Singö, död 21 maj 1979 i Halmstad, var en svensk konstnär och illustratör.

## Biografi
Erik Abrahamson studerade vid Högre konstindustriella skolan samt vid resor runt om i Europa. Han var elev till Edvin Ollers och gjorde flera studieresor i utlandet. Han blev tecknare och illustratör och har målat porträtt. Bland hans kyrkliga konst märks altartavlorna till Vislanda kyrka, Gällaryds kyrka, Trogareds kapell, Oscar Fredriks kyrka, Fjärestads kyrka, kormålningar i Tranemo kyrka samt vägg- och glasmålningar till Söndrums kyrka. Vid sidan av de offentliga uppdragen var Erik Abrahamson verksam som bokillustratör.

## Utställningar
1948 - Kristen konst i Jönköping